# 中华间吸鳅
中华间吸鳅又名中華金沙鰍（学名：Jinshaia sinensis）为爬鳅科金沙鳅属的鱼类，俗名石扒子，是中国的特有物种。分布于长江中上游、贵州等，生活习性为底栖性。其一般生活于江河急流中。该物种的模式产地在四川隆昌县。
其种加词“sinensis”意为“中华的”。